# Деалу Гламеја (Валча)
Деалу Гламеја (рум. Dealu Glămeia) насеље је у Румунији у округу Валча у општини Затрени. Oпштина се налази на надморској висини од 351 m.

## Становништво
Према подацима из 2002. године у насељу је живело 59 становника, од којих су сви румунске националности.